# هنر نادانی
هنر نادانی (به انگلیسی: Ignorant Art) نخستین میکس‌تیپ رپر استرالیایی ایگی آزیلیا می‌باشد که به‌طور رایگان برای دانلود دیجیتالی در ۲۷ سپتامبر سال ۲۰۱۱ منتشر گردید.